# Deportace Čečenců a Ingušů

Vysídlení čečenců a Ingušů v rámci SSSR

Deportace Čečenců a Ingušů známá též jako Operace Čočka (rusky Чечевица) byla nuceným vysídlením čečenských a ingušských obyvatel ze Severního Kavkazu do Střední Asie, která proběhla v únoru a březnu roku 1944. Nařízení k násilnému přemístění přibližně 500 000 osob vydal šéf NKVD Lavrentij Berija na základě pokynů generálního tajemníka KSSS Josifa Stalina, který kavkazské národy vinil z kolaborace s nacisty v rámci probíhající světové války. Vedle Beriji se na přímé organizaci deportací výrazně podíleli Sergej Kruglov a Ivan Serov. Po odsunu Čečenců a Ingušů došlo též k likvidaci Čečensko-ingušské autonomní sovětské socialistické republiky, jejíž území bylo rozděleno mezi sousední svazové republiky. Z exilu se mohli deportovaní začít vracet po třinácti letech, když v roce 1957 v rámci destalinizace změnil sovětskou politiku vůči deportovaným národům nový první tajemník ÚV KSSS Nikita Chruščov.

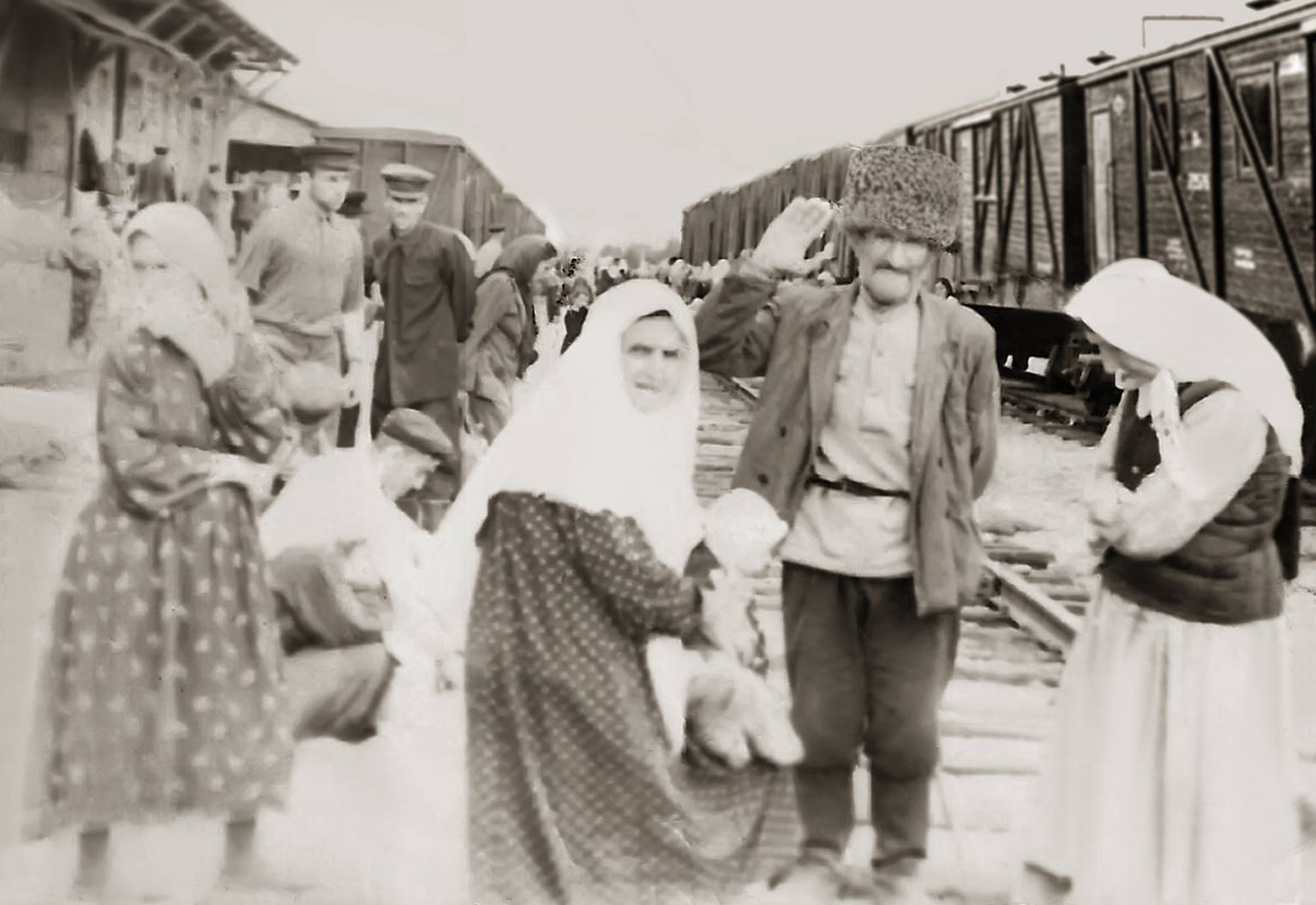
Čečenci na nádraží v Biškeku před odjezdem zpět na Kavkaz, 1957

Během masakrů na shromaždištích, při brutálním přesunu v dobytčích vagónech během tvrdé zimy a v krutých podmínkách prvních let v exilu v Kazašské a Kyrgyzské sovětské socialistické republice zahynulo 123 – 200 000 Čečenců a Ingušů, tedy přibližně čtvrtina až třetina jejich celkové populace. Čečenské zdroje hovořící o větším počtu deportovaných než uvádějí oficiální sovětské zdroje přitom zmiňují až 400 000 usmrcených. Jeden ze známých masakrů během odsunu se odehrál 27. února v horské vsi Chajbach, kde dal generálmajor Michail Gvišiani ve stodolách zaživa upálit několik stovek vesničanů. Po přesunu obyvatel z Kavkazska byly navíc cíleně ničeny všechny kulturní památky s vazbou na tyto národy.  Dne 23. února, kdy byla Operace Čočka zahájena, je dnes připomínán jako den vzpomínky na násilné vysídlení Čečenců a Ingušů. Evropský parlament označil deportaci v roce 2004 za akt genocidy. 